# Застава Гане
Застава Гане је усвојена 1957. године али се данас не користи првобитна варијанта већ она са белом пругом која је усвојена у периоду од 1964. до 1966. године. 
Заставу је дизајнирала Теодосиа Окох 1957. године када је Гана стекла независност. Овом заставом замењена је колонијална застава Уједињеног Краљевства. На застави се налазе панафричке боје црвена, златна и зелена распоређене као једнаке хоризонталне пруге. На средини златне пруге назали се звезда петокрака. Ово је прва након етиопске заставе на којој се налазе ове боје. 
Црвена представља жртве током борбе за независност, златна поредставља рудно богаство ове земље, зелена шуме а црна звезда афричку слободу.